# Scottish Opera
La Scottish Opera è la compagnia d'opera nazionale della Scozia, e una delle cinque compagnie nazionali di arti dello spettacolo finanziate dal governo scozzese. Fondata nel 1962 e con sede a Glasgow, è la più grande organizzazione di arti dello spettacolo in Scozia.

## Storia

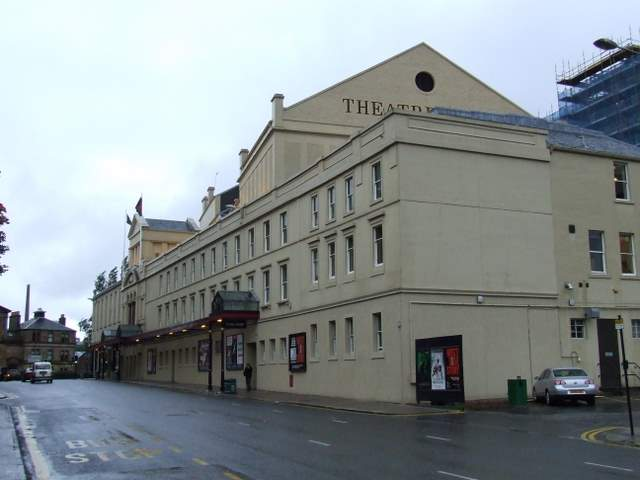
Theatre Royal

La Scottish Opera fu fondata dal direttore Alexander Gibson nel 1962 che dirigendo la Royal Scottish National Orchestra a Glasgow il 5 giugno inaugura la stagione con Madama Butterfly seguita il 6 giugno da Pelléas et Mélisande (opera). 
Nel 1963 la stagione inizia il 27 maggio a Glasgow ed il 3 giugno a Edimburgo con Otello (Verdi) diretto da Gibson seguita da Die Entführung aus dem Serail, da L'Heure espagnole di Ravel e da Volo di notte (opera) di Dallapiccola diretta da Gibson.
Nel 1974 a Glagow avviene la prima assoluta di The Catiline Conspiracy di Iain Hamilton diretta da Gibson.
Nel 1975 acquistò il Theatre Royal di Glasgow dalla Televisione Scozzese, riaprendolo come il primo teatro d'opera nazionale della Scozia nel mese di ottobre 1975 con Il Pipistrello. 
Nel 1990 avviene la prima assoluta di The Vanishing Bridegroom di Judith Weir a Glasgow e nel 1996 di Inés de Castro di James MacMillan a Edimburgo.
Nel marzo 2005, la gestione del Teatro Reale fu trasferita all'Ambassador Theatre Group, ma rimane la sede della Scottish Opera e dello Scottish Ballet.
La Scottish Opera si impegna a offrire la più ampia gamma di Opere, al pubblico più vasto possibile in Scozia e nel Regno Unito. 
L'unità educativa della compagnia è impegnata a fornire una presenza socialmente inclusiva e produzioni didattiche.
La Scottish Opera, durante la prima parte degli anni 2000, ha dovuto lottare con vari problemi finanziari, legati alla mancanza di fondi ed alle accuse di sregolatezza fiscale. Il suo ciclo dell'Anello di Richard Wagner è stato acclamato dalla critica, ma è stato anche causa di un drastico prosciugamento delle risorse finanziarie della società. Nel 2004, un piano di ristrutturazione finanziaria aveva richiesto l'eliminazione di 88 posti di lavoro, tra cui tutti i 34 membri del coro, e la sospensione dell'intera stagione 2005-06. In segno di protesta, Sir Richard Armstrong annunciò le sue dimissioni nel dicembre 2004, con efficacia al termine della stagione 2004-05.
Alex Reedijk divenne direttore generale della compagnia nel 2006. Nell'agosto 2007, effettivo nello stesso mese, la compagnia ha annunciato la nomina di Francesco Corti come il suo prossimo direttore musicale.
Recenti commissioni comprendono le più acclamate Cinque: 15 Opera scritte in Scozia, parte di un progetto di ricerca e sviluppo di cinque anni per trovare la prossima generazione di compositori e librettisti di opera lirica.
Dal 1962 le opere maggiormente rappresentate sono Madama Butterfly (dal 1962 al 2014) e Don Giovanni (opera) (dal 1964 al 2013) con 18 stagioni, Così fan tutte (dal 1966 al 2015) e La traviata (dal 1969 al 2013) con 17, La bohème (dal 1967 al 2010) con 16, Die Zauberflöte (dal 1970 al 2012) con 15, Il barbiere di Siviglia (Rossini) (dal 1968 al 2011) e Le nozze di Figaro (dal 1968 al 2016) con 12, Tosca (opera) (dal 1980 al 2012) con 11 e Die Fledermaus (dal 1975 al 2006) con 10.

## Premi
La compagnia ha vinto una serie di premi illustri, tra cui il Barclays TMA Award per il Successo Eccezionale nell'Opera per Macbeth e Der Rosenkavalier (entrambi nel 1994) e per La Valchiria e Sigfrido (entrambi nel 2002), così come il South Bank Show Award "Miglior Opera" per il Ciclo dell'Anello (2004) e un Herald Angel Award per Le due vedove al Festival Internazionale di Edimburgo nel 2008.

## Tour all'estero
La Scottish Opera ha anche messo in scena molte produzioni di successo all'estero, tra cui Albert Herring di Benjamin Britten al Teatro della Pergola di Firenze per il Maggio Musicale Fiorentino nel 1968, L`Egisto di Francesco Cavalli al Teatro La Fenice di Venezia nel 1972, The Vanishing Bridegroom a St.Louis nel 1992, tour in Germania, Austria, Portogallo, Francia, Svizzera, Jugoslavia e Islanda e, negli ultimi anni, Peter Grimes e Tristano e Isotta a Lisbona; Macbeth al Festival Internazionale di Vienna e la prima europea di Ines de Castro di MacMillan a Porto, Portogallo.

## Direttori musicali
- Alexander Gibson (1962–86)
- John Mauceri (1986–92)
- Richard Armstrong (1992–2005)
- Francesco Corti (2007– luglio 2013)
- Emannuel Joel-Hornack  (luglio 2013 - settembre 2013)
- Stuart Stratford (giugno 2015 - attuale)

### Teatri inglesi
- Teatro Sadler's Wells
- Old Vic
- London Coliseum
- Covent Garden
- Royal Albert Hall
- Drury Lane (teatro)

### Compagnie d'opera inglesi
- English National Opera
- Scottish Opera